# LHK Jestřábi Prostějov
Le HK Jestřábi Prostějov est un club de hockey sur glace de Prostějov en République tchèque. Il évolue dans la 1. liga, le second échelon tchèque.

## Historique
Le club SC Prostějov est créé en 1913.

## Palmarès
- Vainqueur de la 2.liga : 1999, 2005.